# Gypsophila osmangaziensis
Gypsophila osmangaziensis är en nejlikväxtart som beskrevs av Ataslar och Ocak. Gypsophila osmangaziensis ingår i släktet slöjor, och familjen nejlikväxter. Inga underarter finns listade i Catalogue of Life.